# Giro d’Italia 1967
Der 50. Giro d’Italia wurde in 23 Abschnitten und 3781 Kilometern vom 20. Mai bis zum 11. Juni 1967 ausgetragen und vom Italiener Felice Gimondi gewonnen. Von den 130 gestarteten Fahrern erreichten 70 das Ziel in Mailand.
Die 19. Etappe zu den Drei Zinnen hinauf wurde auf Grund irregulärer Verhältnisse nach Schneefällen nicht gewertet. Viele Fahrer wussten sich bei Schneeglätte nicht anders zu helfen und mussten angeschoben werden. Ursprünglich hatte Gimondi vor Eddy Merckx und Gianni Motta gewonnen.

## Verlauf

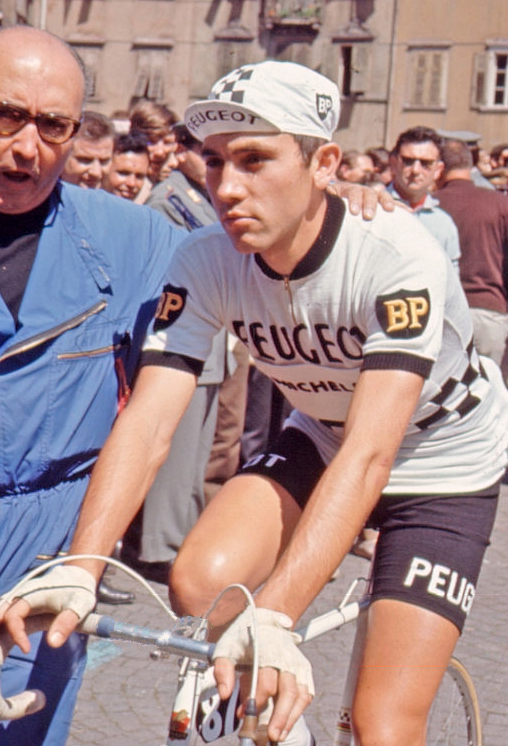
Der 21-jährige Eddy Merckx vor dem Start der 22. Etappe

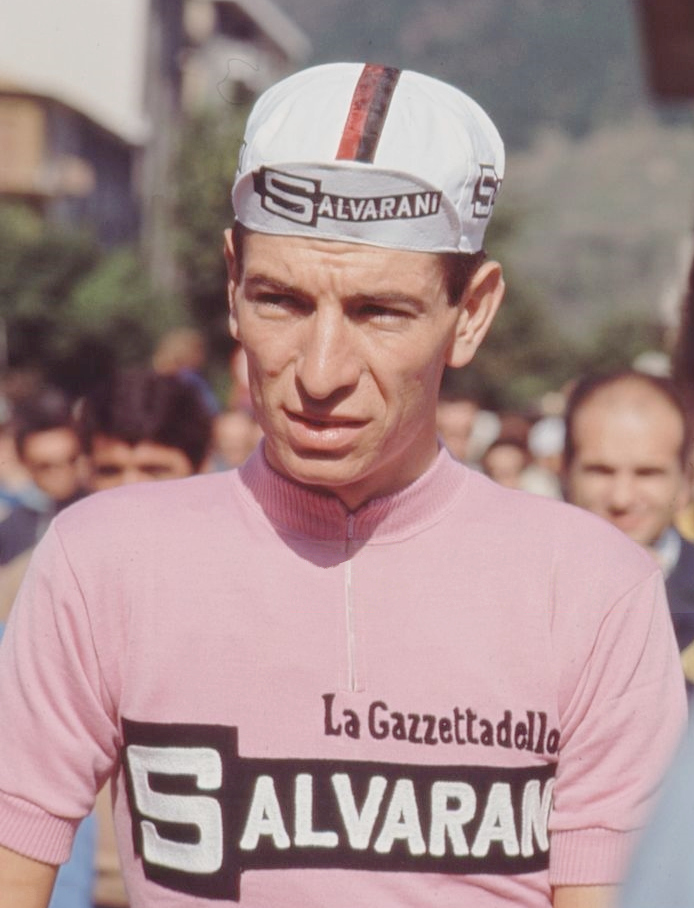
Felice Gimondi im Rosa Trikot am Start der letzten Etappe

| Etappe | von                  | nach                              | km       | Gewinner                | Maglia rosa             |
| ------ | -------------------- | --------------------------------- | -------- | ----------------------- | ----------------------- |
| 1      | Treviglio            | Alessandria                       | 135      | Giorgio Zancanaro       | Giorgio Zancanaro       |
| 2      | Alessandria          | La Spezia                         | 223      | Antonio Gómez del Moral | Antonio Gómez del Moral |
| 3      | La Spezia            | Prato                             | 205      | Michele Dancelli        | Antonio Gómez del Moral |
| 4      | Florenz              | Chianciano Terme                  | 155      | Dino Zandegù            | Antonio Gómez del Moral |
| 5      | Rom                  | Neapel                            | 220      | Willy Planckaert        | Michele Dancelli        |
| 6      | Palermo              | Palermo                           | 63       | Rudi Altig              | Michele Dancelli        |
| 7      | Catania              | Ätna                              | 169      | Franco Bitossi          | Michele Dancelli        |
| 8      | Reggio Calabria      | Cosenza                           | 218      | Jean Stablinski         | José Pérez Francés      |
| 9      | Cosenza              | Tarent                            | 202      | Albert Van Vlierberghe  | José Pérez Francés      |
| 10     | Bari                 | Potenza                           | 145      | Willy Planckaert        | José Pérez Francés      |
| 11     | Potenza              | Salerno                           | 160      | Rudi Altig              | José Pérez Francés      |
| 12     | Caserta              | Block Haus (Majella-Nationalpark) | 220      | Eddy Merckx             | José Pérez Francés      |
| 13     | Chieti               | Riccione                          | 253      | Georges Vandenberghe    | José Pérez Francés      |
| 14     | Riccione             | Lido degli Estensi                | 100      | Eddy Merckx             | José Pérez Francés      |
| 15     | Lido degli Estensi   | Mantua                            | 164      | Michele Dancelli        | José Pérez Francés      |
| 16     | Mantua               | Verona                            | 45 (EZF) | Ole Ritter              | Jacques Anquetil        |
| 17     | Verona               | Vicenza                           | 140      | Francisco Gabica        | Silvano Schiavon        |
| 18     | Vicenza              | Udine                             | 167      | Dino Zandegù            | Silvano Schiavon        |
| 19     | Udine                | Drei Zinnen                       | 170      | Annulliert              | Silvano Schiavon        |
| 20     | Cortina d’Ampezzo    | Trient                            | 235      | Vittorio Adorni         | Jacques Anquetil        |
| 21     | Trient               | Tirano                            | 222      | Marcello Mugnaini       | Felice Gimondi          |
| 22A    | Tirano               | Madonna del Ghisallo              | 137      | Aurelio González Puente | Felice Gimondi          |
| 22B    | Madonna del Ghisallo | Mailand                           | 68       | Willy Planckaert        | Felice Gimondi          |

## Endstände
| Sieger        | Felice Gimondi          | 101:05:34 h |
| Zweiter       | Franco Balmamion        | + 3:36 min  |
| Dritter       | Jacques Anquetil        | + 3:45 min  |
| Vierter       | Vittorio Adorni         | + 4:33 min  |
| Fünfter       | José Pérez Francés      | + 5:17 min  |
| Sechster      | Gianni Motta            | + 6:21 min  |
| Siebter       | Lucien Aimar            | + 7:25 min  |
| Achter        | Francisco Gabica        | + 9:43 min  |
| Neunter       | Eddy Merckx             | + 11:41 min |
| Zehnter       | Eusebio Vélez           | + 15:00 min |
| Punktewertung | Dino Zandegù            | 200 P.      |
| Zweiter       | Eddy Merckx             | 178 P.      |
| Zweiter       | Willy Planckaert        | 176 P.      |
| Bergwertung   | Aurelio González Puente | 630 P.      |
| Zweiter       | Vittorio Adorni         | 150 P.      |
| Dritter       | Wladimiro Panizza       | 140 P.      |
| Teamwertung   | KAS-Kaskol              |             |